# Young Goodman Brown
Young Goodman Brown, deutsch Der junge Nachbar Brown, ist eine Kurzgeschichte des amerikanischen Schriftstellers Nathaniel Hawthorne, die erstmals im April 1835 im New-England Magazine anonym veröffentlicht wurde. Die Handlung der Geschichte spielt im 17. Jahrhundert in Neuengland zur Zeit der Puritaner und der Hexenprozesse von Salem (1692). Aufgrund ihrer Mehrdeutigkeit gehört diese Erzählung zu den am häufigsten interpretierten short stories von Hawthorne. Im Zentrum steht eine gespenstische Wanderung des Protagonisten, eines jungen Mannes namens Goodman Brown, durch den nächtlichen Wald, um dem Bösen zu begegnen. Von diesem Erlebnis gezeichnet und verändert vermag er nach seiner Rückkehr bis zu seiner Sterbestunde in seiner puritanischen Umgebung nur noch Pharisäertum, Heuchelei und Sünde zu erkennen.

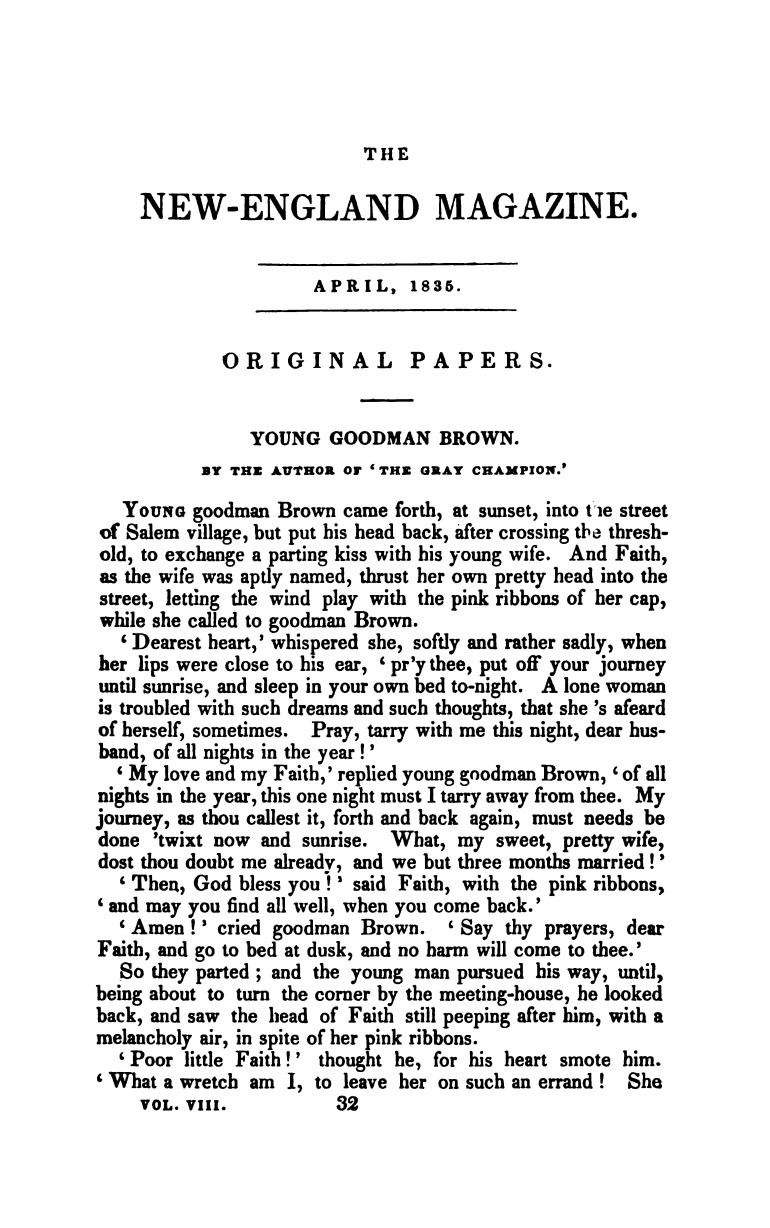
Young Goodman Brown – Anfangsseite der im New-England Magazine vom April 1835 anonym veröffentlichten Erstausgabe

## Inhalt
In einer Nacht bei Sonnenuntergang, kurz nach seiner Hochzeit, verabschiedet sich Young Goodman Brown von seiner Frau Faith. Er geht trotz ihrer Proteste, aber doch mit ihrem Segen in den Wald außerhalb Salems, um sich dort mit einem dunklen Gesellen zu treffen. Dabei wird er Zeuge einer unheimlichen rituellen Versammlung der „Gemeinde der Bösen“, an der viele angesehene Mitglieder seiner Gemeinde teilnehmen, auch der Pfarrer, die Katechismus-Lehrerin und seine eigene Frau, aber auch verspottete Sünder.
Eine dunkle Gestalt leitet die Versammlung und verspricht Erleuchtung – Brown widersteht jedoch dem Bösen und ist urplötzlich alleine im Wald.
Am nächsten Morgen kehrt Brown zu seinem Dorf zurück und schreckt vor seinem guten alten Pfarrer zurück, hat Angst um ein Kind, das von Goody Gloyse, der Lehrerin, unterrichtet wird, und weigert sich, seine fröhliche Frau zu küssen. Ist er im Wald eingeschlafen und hat das Hexentreffen nur geträumt?
Ob Traum oder Wirklichkeit – Brown wird ein verzweifelter, hoffnungsloser Mann, der in Kirchenliedern und Predigten Böses und Gotteslästerungen hört und erstarrt, wenn seine Frau und seine Kinder zum Beten niederknien. Nach seinem Tod graviert man ihm keinen Versspruch auf seinen Grabstein, weil seine Todesstunde von Dunkelheit geprägt war.

## Deutung
Ein wichtiges Merkmal von Hawthornes Romanen und Kurzgeschichten ist die Mehrdeutigkeit. Auch diese Geschichte ist voll von vieldeutigen Aussagen. Die Ambiguität dieser Erzählung entsteht vor allem durch die Projektion der Hauptgeschehnisse in die Atmosphäre des Traums und ihre gleichzeitige Infragestellung. Das ungleiche Verhältnis von Kommentar und Erzählbericht verstärkt ebenfalls den Geheimnischarakter dieser Geschichte. Ein auffälliges Beispiel der Ambiguität des Erzählers findet sich vor allem in dessen letzter Aussage über die Realität der Erfahrungen von Goodman Brown:

Had Goodman Brown fallen asleep in the forest and only dreamed a wild dream of a witch-meeting? Be it so if you will;

„Ist Goodman Brown im Wald eingeschlafen und hat den verrückten Traum eines Hexentreffens nur geträumt? Lasst es so gewesen sein, wenn ihr wollt.“

Da auktoriale Deutungshinweise nahezu völlig fehlen, steigt der Unbestimmtheitsgrad des Textes und damit der Interpretationsspielraum entsprechend. Obwohl die Mehrheit der Kritiker Young Goodman Brown für eine der besten Kurzgeschichten Hawthornes halten, sind sie sich demgemäß weniger über ihre Bedeutung einig. Als Themen geben die Kritiker verschiedentlich an:
- die Wirklichkeit der Sünde,
- die Durchdringung des Bösen,
- die verborgene Sünde und Heuchelei aller Menschen,
- die Heuchelei des Puritanismus,
- die Folge von Zweifel oder Unglaube,
- die vernichtende Kraft moralischer Skepsis
- oder die demoralisierende Kraft der Entdeckung, dass alle Menschen Heuchler und Sünder sind.[4]

## Wirkungsgeschichte
Die zeitgenössische literaturkritische Rezeption von Young Goodman Brown war zwiespältig. Herman Melville stellte den Gehalt der Erzählung auf eine Stufe mit dem Werk Dantes („as deep as Dante“), während das Urteil von Henry James eher abwertend oder gedämpft ausfiel: „The magnificent little romance of Young Goodman Brown (...) evidently means nothing as regards Hawthorne’s own state of mind, his conviction of human depravity and his consequent melancholy; for the simple reason if it meant anything it would mean too much“
In Young Goodman Brown kommt leitmotivisch eine Farbsymbolik Hawthornes zum Tragen, die wie in dem 1850 veröffentlichten Roman The Scarlet Letter der Kennzeichnung des psychischen Zustands zwischen Bosheit und Unschuld dient. Die rosafarbenen Bänder („pink ribbons“) an Faiths Hut, die mit ihrer Farbqualität zwischen „scarlet“ (dt. „scharlachrot“) und „weiß“ im atmosphärischen Kontrast zu der Farbe „braun“ im Namen der Titelfigur stehen, verknüpfen und untermalen wichtige Elemente im Versuchungsprozess des Protagonisten, der archetypisch der biblischen Darstellung in Genesis III, 1–7, entspricht.
Die strukturbildende Metapher der Reise und der Wildnis in Hawthornes Erzählung steht in der literarischen Tradition John Bunyans, der in The Pilgrim’s Progress das Leben des Protagonisten allegorisch als Reise durch die verführerische Wildnis der diesseitigen Welt hin zum himmlischen Jerusalem darstellt. Mit diesen Anklängen an den Urtyp des versuchten Menschen wird Goodman Brown in gewisser Weise als eine Art neuer puritanischer Adam gezeichnet. Allerdings wird das Motiv der Reise, das bereits die ersten beiden Abschnitte der Geschichte prägt (Überschreiten der Schwelle, Abschiedskuss, Wanderschaft), von Hawthorne im weiteren Verlauf der Geschichte umgekehrt zu einer Reise zum Teufelskult. Die zahlreichen biblischen Anspielungen und Motive wie enger Weg, Reise zum Himmel, Stab des Moses, aufgerichtete Schlange oder Kanzel, Predigt, Taufe, Altar, Kommunion und Liturgie werden ebenfalls als Gestaltungsmittel verdreht oder kontextuell auf einen fremden Bereich ausgeweitet. Die Profanierung der biblischen Bezüge und die Verbindung mit Stationen oder Requisiten des Hexensabbats lässt damit zugleich ein Verständnis oder eine Lesart der Hawthorneschen Erzählung als biblischer Kontrafaktur zu.

## Deutsche Übersetzungen
- Der junge Nachbar Brown. Deutsch von Hannelore Neves und Siegfried Schmitz. In: Nathaniel Hawthorne: Erzählungen. Skizzen, Vorworte, Rezensionen. Winkler, München 1977, ISBN 3-538-05255-7.
- Der junge Goodman Brown. Deutsch von Lore Krüger. in: Nathaniel Hawthorne: Mr. Higginbothams Verhängnis. Ausgewählte Erzählungen. Hrsg. von Heinz Förster. Insel-Verlag, Leipzig 1979.
- Der junge Goodman Brown. Deutsch von Heiko Postma. jmb, Hannover 2013, ISBN 978-3-944342-25-2.
- Gevatter Braun. Deutsch von Elisabeth Schnack. In: Amerikanische Erzähler: Von Washington Irving bis Dorothy Parker. Hrsg. und übers. von Elisabeth Schnack. Manesse Verlag, 7. Auflage. Zürich 1996, ISBN 3-7175-1008-8.

## Sekundärliteratur
- Werner Arens: Hawthorne · Young Goodman Brown. In: Karl Heinz Göller und Gerhard Hoffmann (Hrsg.): Die amerikanische Kurzgeschichte. August Bagel Verlag, Düsseldorf 1972, ISBN 3-513-02212-3, S. 36–48.
- Harold Bloom (Hrsg.): Nathaniel Hawthorne's Young Goodman Brown (Bloom's Modern Critical Interpretations). Chelsea House, Philadelphia 2004, ISBN 978-0-7910-8124-2.
- Thomas E. Connolly (Hrsg.): Nathaniel Hawthorne: Young Goodman Brown. Merrill, Columbus OH 1968, ISBN 978-0-675-09562-4.